# Kobieta cierpiąca na niemoc

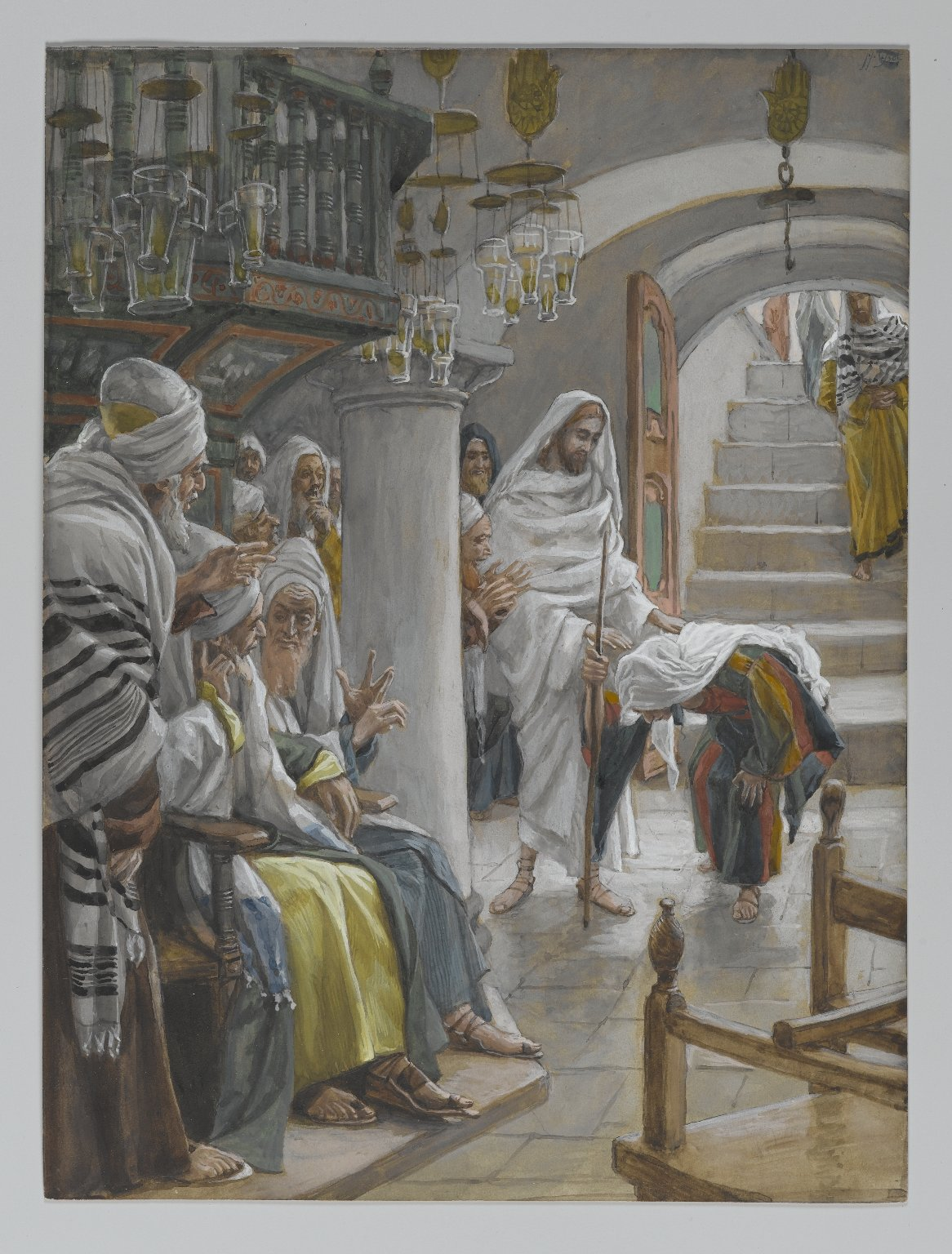
Chrystus uzdrawiający chorą kobietę w szabat (James Tissot, pomiędzy 1886, a 1896)

Kobieta cierpiąca na niemoc – nieznana z imienia kobieca postać biblijna (nowotestamentalna) opisywana w Ewangelii według św. Łukasza (13, 10-17). Przypowieść o niej znana jest jako Uzdrowienie kobiety w szabat.

## Opis uzdrowienia kobiety
Kobieta od osiemnastu lat pozostawała we władaniu złego ducha niemocy, który wpędził ją w kalectwo. "Była pochylona i w żaden sposób nie mogła się wyprostować". Dostrzegł ją Jezus, podczas jednej z przemów w synagodze. Przywołał ją do siebie i położył na niej ręce, uzdrawiając ją. 
Spotkanie Jezusa z kobietą cierpiącą na niemoc miało miejsce podczas wędrówki Chrystusa do Jerozolimy. Św. Łukasz umieścił opis wydarzenia w kontekście serii nauk wzywających do nawrócenia oraz przypowieści o niepłodnym drzewie figowym. Po przypowieści o kobiecie umieszczona jest inna, o Królestwie Bożym oraz mowa Jezusa o zmartwychwstaniu.

## Symbolika
W innym epizodzie, gdy Jezus wystąpił wobec Żydów, św. Łukasz podkreślił Jego przywiązanie do tradycji judaistycznych. Był niewątpliwie pobożnym Żydem i często nauczał w synagogach. W starożytnych kulturach bliskowschodnich oraz w tradycji greckiej choroba była skutkiem działania złego ducha, demona albo też znakiem nieprzychylności bóstw. Jezus usuwa więc nie tylko chorobę, ale też leczy duszę kobiety. Dzięki temu może ona stanąć prosto i spojrzeć w oczy współwyznawców. Św. Łukasz użył czasownika apolyō, co oznacza dosłownie „uwalniać”, czy też „rozwiązywać więzy”.
Jezus dostrzegając kobietę sam wyszedł z inicjatywą, by do niego podeszła, ponieważ głęboko jej współczuł. Kobiety tradycyjnie były w synagogach oddalone od miejsca, z którego odczytywało się teksty, stały z tyłu. Chrystus zatem nobilitował kobietę, wprowadzając ją w rytualną przestrzeń przeznaczoną wyłącznie dla mężczyzn. Radość kobiety była w tym kontekście potrójna:
- została uwolniona od choroby somatycznej ("natychmiast wróciła do zdrowia i chwaliła Boga”),
- została uwolniona od więzów grzechu (złego ducha),
- dostąpiła zaszczytu zarezerwowanego wcześniej jedynie dla mężczyzn[2].

Egzegeci zwracają uwagę na użycie słowa anorthoō (czasownik w trybie biernym), zatem „przywrócona do zdrowia” przez samego Boga. Jej radość objawiła się w dziękczynieniu.
Uczynek Jezusa nie wywołał jednak entuzjazmu wszystkich uczestników zdarzenia. Przełożony synagogi uznał go za pracę w szabat, mimo że uzdrawianie nie pozostawało wśród 39 czynności zakazanych w to święto. Nagany udzielił jednak nie kobiecie, czy Jezusowi, ale ludowi obecnemu w świątyni. Chrystus nazywa krytyków "obłudnikami" i porównuje kobietę do zwierząt, które można poić w szabat (ona jest jednak spragniona zdrowia ciała i ducha, a dzień święty jest odpowiedni do uzdrawiania). Chrystus odniósł więc tryumf nad przeciwnikami, "a lud cały cieszył się ze wszystkich wspaniałych czynów, dokonywanych przez Niego".
Celem Jezusa nie było w kontekście uzdrowienia kobiety zakwestionowanie świętości szabatu, ponieważ sam był głęboko wierzącym Żydem. Przyczyną Jego kłótni z kapłanami było inne pojmowanie istoty odpoczynku. Szabat nie jest dniem odpoczynku obudowanego listą obwarowań i przepisów, ale dniem wyzwolenia spod mocy tego, co człowieka zniewala, przytłacza i ogranicza. Cud szabatowy dokonuje się na osobie kobiety, przygniecionej ciężarami życia i grzechów. Waga tych czynników powodowała, że dosłownie nie mogła się wyprostować. Nie mogła zatem skierować wzroku ku niebu, ani spojrzeć w oczy innym wiernym. Jezus, poprzez duchowe i fizyczne uzdrowienie wlał w jej serce wielowymiarową radość. Czyn ten zapowiedział wieczną szczęśliwość eschatologiczną i podkreślił znaczenie dnia świętego. To właśnie w nim Bóg wzywa człowieka do prawdziwej, nie zakłóconej grzechami i zbrodniami radości.

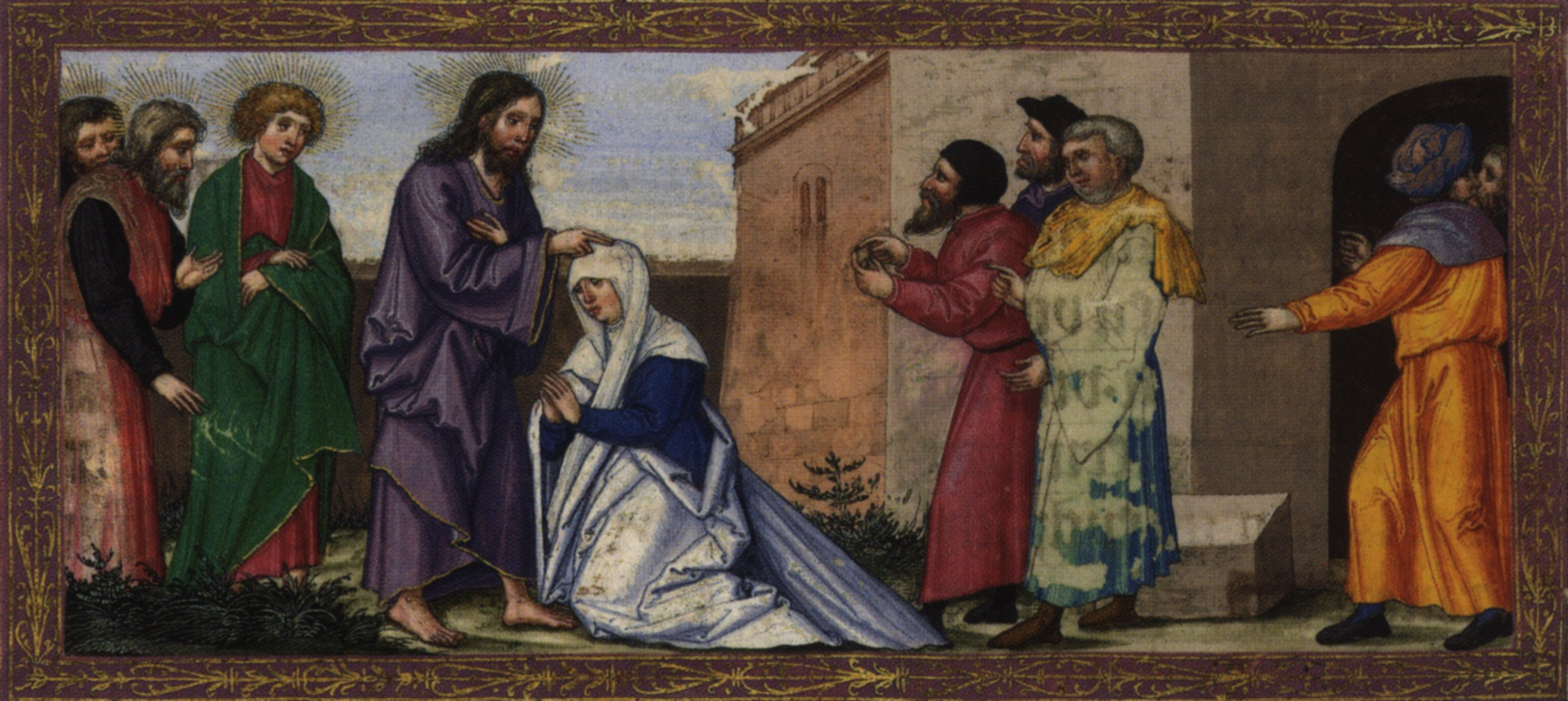
Biblia Ottheinricha (1530-1532)